# Antična rimska keramika
Keramika je bila v obdobju starorimske civilizacije proizvedena v ogromnih količinah, večinoma za uporabne namene. Najdemo jo po vsem nekdanjem Rimskem cesarstvu in drugod. Monte Testaccio v Rimu je ogromen umeten hrib nastal iz odpadne keramike, ki je skoraj v celoti sestavljen iz zdrobljenih amfor, ki so se uporabljale za prevoz in skladiščenje tekočin in drugih proizvodov - v tem primeru verjetno večinoma španskega oljčnega olja, ki je bilo iztovorjeno v bližini in je bilo glavno gorivo za razsvetljavo, kot tudi za uporabo v kuhinji in umivanje v termah.
Običajno je rimsko domače lončarstvo razdeljeno na grobe in fine izdelke, pri čemer so prvi vsakodnevna lončenina, posode in sklede, ki so se uporabljale za kuhanje ali skladiščenje in prevoz živil in drugega blaga, v nekaterih primerih pa tudi kot namizna posoda, ki so jo pogosto izdelovali in kupovali lokalno. Fini izdelki so bile čaše ali namizni pribor, ki se je uporabljal v bolj formalni jedilnici in so običajno bolj dekorativni in elegantnega videza. Nekateri najpomembnejši so bili narejeni v specializiranih delavnicah za lončarstvo, pogosto pa so z njimi trgovali na velike razdalje, ne samo znotraj, temveč tudi med različnimi provincami Rimskega cesarstva. Proizvodnja finih izdelkov, kot so tera sigilata, je potekala v velikih delavnicah, ki so bile organizirane po industrijskih merilih in so izdelovale visoko standardizirane izdelke, ki so bili primerni za natančno in sistematično razvrščanje.
Ne obstaja noben neposreden rimski ustreznik umetniškemu vaznemu slikarstvu antične Grčije. Ohranjenih je le nekaj predmetov izjemne umetniške kakovosti, je pa veliko fine namizne posode in zelo majhnih figur, ki so pogosto vključene v oljne svetilke ali podobne predmete in pogosto z verskimi ali erotičnimi temami. Rimski pogrebni obred se je s časom in prostorom spreminjal, zato posode, ki so bile odložene kot grobni pridatek, običajen vir popolnih starih keramičnih posod, niso vedno bogate, čeprav je povsod po cesarstvu veliko črepinj. 'Fina' namesto luksuzna keramika je glavna moč rimske keramike, za razliko od rimskega stekla, ki ga je elita pogosto uporabljala poleg zlate ali srebrne namizne posode, ki je bila zelo ekstravagantna in draga. Iz ugotovljenih količin je razvidno, da se je fina keramika zelo široko uporabljala tako v družbenem kot geografskem smislu. Dražja keramika je uporabljala reliefno dekoracijo, običajno oblikovano, ne barvno, pogosto je kopirala oblike in okras iz prestižnejših kovin. Še posebej v Vzhodnem cesarstvu so se nadaljevale lokalne tradicije, ki so se na različne načine križale z rimskimi slogi. Od 3. stoletja se je kakovost fine keramike vztrajno zmanjševala, deloma zaradi gospodarskih in političnih nemirov in ker je steklena posoda zamenjala keramiko za pitne čaše (bogati so še vedno želeli srebro).
Žgana glina ali terakota se je v rimskem obdobju pogosto uporabljala tudi za arhitekturne namene, kot so strukturne opeke in ploščice, občasno kot arhitekturna dekoracija ter za izdelavo majhnih kipcev in svetilk. Arheologi tega običajno ne uvrščajo pod naslov 'lončenina', vendar bo v tem članku vključena terakota in svetilke. Lončenina je ključni material za datiranje in interpretacijo arheoloških najdišč od neolitika naprej, arheologi pa so jo podrobno preučevali že več generacij. V rimskem obdobju se je keramika proizvajala in uporabljala v ogromnih količinah, literatura o tej temi, v številnih jezikih, pa je zelo obsežna.

## Fina keramika

### Terra sigillataali posoda z rdečim sijajem
Oznako 'fina posoda' uporabljajo arheologi za rimsko keramiko, ki je bila namenjena strežbi hrane in pijače za mizo, v nasprotju z lonci, namenjenimi za kuhanje in pripravo hrane, skladiščenje, prevoz in druge namene. Čeprav je bilo veliko vrst fine keramike, na primer, posode za pitje v zelo občutljivih in tankostenskih izdelkih in keramika, dokončana z emajliranimi svinčenimi glazurami, je najpomembnejši razred rimski rdeči sijaj iz Italije in Galije, narejen od 1. stoletja pr. n. št. do konca 2. stoletja n. št. in so tradicionalno znane kot Terra sigillata (latinsko terrae sigillatae). Te posode imajo fino, dokaj trdo in dobro žgano površino na rožnat material, ki imajo naravno svetlečo površino, ki se razprostira od svetlo oranžne do zelo svetlo rdeče. Razlike v barvi in strukturi tako materiala telesa in okrasa kot tudi oblike posod in modelov na okrašenih oblikah lahko usposobljenemu raziskovalcu omogočijo natančno prepoznavanje vira, datuma in pogosto posamezne delavnice. Arretinska posoda, izdelana v Arezzu v Toskani, so bili v 1. stoletju pr. n. št. in v začetku 1. stoletja našega štetja izstopajoči tip fine keramike, sledili pa so mu izdelki iz terra sigillate, izdelani v številnih centrih v Galiji, sodobni Franciji in Nemčiji. Opredelitev vseh teh izrazov pa se je spreminjala in razvijala v številnih generacijah, v katerih je bil material raziskan. Tehnično gledano imajo izdelki rdečega sijaja veliko skupnega z zgodnejšo grško poslikano keramiko, toda za okraševanje uporabljajo namesto slikanja reliefno dekoracijo.
Afriška rdeča šliker keramika je pripadala isti tradiciji in se je nadaljevala veliko kasneje kot italijanska in galska sigillata, vse do islamskega osvajanja.. Šliker keramika pa je vplivala na proizvodnjo Fokajske rdeče keramike, ki je pogosta v vzhodnem Sredozemlju in se je občasno pojavila tudi daleč na zahodu v južni Franciji in Veliki Britaniji.
Proizvodnja sorodnih vrst izdelkov je obstajala v Mali Aziji in drugih vzhodnih regijah cesarstva (vzhodni sigillata), medtem ko so iberske province imele tudi lokalne industrije, ki so proizvajale terra sigillata hispanica, ki je imela nekaj podobnosti z galskimi izdelki.
Večina teh izdelkov je bila široko porazdeljena in proizvedena v industrijskem obsegu (največje peči so lahko žgale do 40.000 kosov naenkrat in nedvomno uporabljajo visoko stopnjo specializacije v delavnicah. Imena številnih lončarjev in proizvajalcev so znana iz lončarskih znamk, ki se pogosto uporabljajo za fine izdelke, in so lahko zelo informativne narave. Cnaius Ateius je bil v Arezzu še posebej pomemben proizvajalec, vendar se z izdelki z njegov oznako lahko dokažejo z moderno analizo gline, ki je bila proizvedena v Pisi v Toskani in v tovarnah v Lyonu in La Graufesenque v sodobni Franciji. Vendar pa je razlaga žigov z imeni lahko bolj zapletena, kot se zdi na prvi pogled. Oznake, ki so vidne na okrašenih površinah, oglašujejo ime proizvajalca, vendar se imena posameznih obrtnikov, ki so delali v lončarstvu, izdelovalci skled, pojavljajo na navadnih posodah, medtem ko so kalupe za okrašene sklede oblikovalci včasih tudi prosto podpisali, njihovi podpisi pa se včasih pojavljajo tudi na končnih posodah. Teoretično lahko okrašena posoda nosi ime izdelovalca kalupa, ime izdelovalca posode ali finišerja (na primer na platišču) in 'blagovno znamko' proizvajalca v dekoraciji. Uporaba suženjskega dela v italijanskih delavnicah je nedokazana, čeprav so nekatera imena zagotovo liberti ('osvobojeni', tj. osvobojeni nekdanji sužnji). Mesto La Graufesenque v južni Galiji, blizu Millaua, je bilo temeljito preučeno in izkopano. Njegovi izdelki so bili v 1. stoletju našega štetja zelo razširjeni, najdeni so bili od Indije, v Sudanu in na Škotskem.
Leta 1895 je nemški znanstvenik Hans Dragendorff izdelal klasifikacijo oblik posod v lončarstvu rimskega rdečega sijaja, ki se še vedno uporablja (npr. "Drag 27" ali "Dr.27" za majhno bikonveksno skodelico) . Drugi znanstveniki so dodali njegove oštevilčene oblike, nekateri arheologi, ki so delali na izdelkih določenih proizvodnih lokacij ali najdbe iz pomembnih izkopavanj, so začeli s svojimi tipologijami, tako da zdaj obstajajo številni drugi klasifikacijski sistemi za arretinsko in samiansko, kot tudi za druge razrede rimske keramike, kot so številne za afriške oblike. Drugi sistemi oštevilčenja, ki se uporabljajo z italijansko in galsko sigillato, so sistemi Déchelette, Knorr, Curle, Walters, Loeschcke, Ritterling in Ludowici, če naštejemo le nekatere. 
Najpogostejša metoda izdelave reliefne dekoracije na površini posode terra sigiliate je bila, da se ta vrne v posodo, katere notranji profil je ustrezal želeni obliki zunanje posode. Notranja površina je bila nato okrašena z individualnimi pozitivnimi žigi (poinçons), običajno narejenimi iz žgane gline ali majhnimi kolesi, ki so imela ponavljajoče se motive, kot je ovolo (jajčevnik), ki je pogosto tvoril zgornji rob dekoracije. Podrobnosti so lahko dodali tudi ročno s pisalom. Ko je bila notranjost dekoracije dokončana, je bil kalup posušen in žgan na običajen način, nato pa je bil uporabljen za oblikovanje posod. Ko je bila posoda posušena, se je dovolj skrčila, da so jo odstranili iz kalupa, nato pa so bili izvedeni postopki končne obdelave, kot je oblikovanje ali dodajanje podstavka in končna obdelava vrhnjega obroča. Podrobnosti so se razlikovale glede na obliko. Izdelano posodo so lahko nato zgladili, ponovno posušili in žgali. Zaprte oblike, kot so vrči in kozarci, so bile redko okrašene v reliefu z uporabo kalupov, čeprav so bile nekatere posode te vrste izdelana v La Graufesenque, tako da sta bila zgornji in spodnji del posode izdelana ločeno v kalupih in kasneje združena na točki najširšega premera. Reliefna dekoracija visokih vaz ali kozarcev je bila običajno dosežena z uporabo modeliranih motivov (vejic) in / ali dekoracijo barbotine. Slednja tehnika je bila še posebej priljubljena v delavnicah v vzhodni Galiji v Rheinzabernu in se je pogosto uporabljala tudi na drugih vrstah lončenine. 
Na kolesu so bile izdelane navadne namizne posode, ki so vključevale velike pladnje, plitke posode v več velikostih, nekoliko globlje sklede in majhne skodelice, ki so uporabljale vrsto predlog za ustvarjanje zelo natančnih profilov. Velikosti so bile tudi standardizirane, kar je olajšalo žganje, shranjevanje in prevoz večjega števila. Evolucija v oblikah se v mnogih pogledih ujema s srebrom in steklenimi posodami istega obdobja, natančne oblike pa so včasih lahko zelo dobro datirane. Arheološko razvrščene oblike kot 'ploščate' včasih nosijo okras preproste vrste, pogosto v obliki obroča znotraj ravne notranje podlage posode. V ploščatih izdelkih se pogosto pojavljajo tudi pečati z imeni.
Afriška rdeča šliker keramika je bila najbolj razširjena predstavnica sigilatske tradicije v poznem rimskem obdobju. (Občasni uvoz je bil najden celo v Veliki Britaniji v 5. – 6.s Stoletju. Izdelana je bila v provinci Afrika Proconsularis (približno sodobna Tunizija), podobne oblike pa so bile narejene za bolj lokalno distribucijo v Egipt, ki je v rimskem obdobju imel zelo aktivno in raznoliko keramično tradicijo, v omenjeni tehniki pa je bila izdelana široka paleta skled, posod in lončkov, vendar je bila tehnika žganja celotnih rebrastih posod v kalupih prekinjena. Pogosto so se uporabljali appliqué motivi, kjer je bila potrebna dekoracija v reliefu, ločeno izdelana in nanesena na posodo pred sušenjem in žganjem, Tusi žigosani motivi so bili priljubljena oblika dekoracije, v kasnejših stoletjih pa se pogosto pojavljajo krščanski predmeti in simboli.
- Južnogalska skleda oblike Dr.37. Pozno 1. stoletje.
- Centralnogalska vaza, Dr.30, z vtisnjenim imenom Divixtus. Pozno 2. stoletje.
- Prikaz južnogalskih nizkih skled, ki ponazarjajo standardizacijo velikosti.
- Centralnogalska vaza z vrezanim okrasom

### Druga fina posoda
Nekatere oblike arretinskih poščatih posod so bile precej dobro kopirane v kasnejšem 1. stoletju pred našim štetjem in v začetku 1. stoletja našega štetja v razredu lončarstva, izdelanega v severovzhodni Galiji in znane kot galsko-belgijski izdelki. Številni od teh krožnikov in posod iz rdeče-glazirane (terra rubra) in črno-glazirane (terra nigra) lončenine imajo lončarske žige. Druge fine, tankostenske čaše za pitje, sklede in posode so bile narejene lokalno v večini regij Rimskega cesarstva, vključno z mejnimi provincami, kot je Velika Britanija: na primer, rimsko-britanski pobarvani izdelki (izdelani v Colchesteru) in v dolini Nene spadajo v to vrsto. Nekaj loncev na desni strani skupine fotografij v glavnem delu tega članka so izdelki iz doline Nene, vključno z veliko črno čašo, okrašeno z živahnim lovskim prizorom psov in zajcev v barbotinski tehniki. Veliko okrasnih tehnik je bilo uporabljenih za razvedrilo keramične posode, vključno z uporabo barvnih lističev, barve in različnih teksturiranih površin. Slikano okrasje pa ni nadaljevanje grške in etruščanske tradicije kot specializirana tehnika, ki se je uporabljala za izdelavo razkošnih namiznih pripomočkov, čeprav se preprostejši naslikani modeli pojavljajo na številnih vrstah lončenine, tako grobi kot fini, v celotnem cesarstvu. Meje med finimi in grobimi izdelki, namiznimi in kuhinjskimi izdelki so v nekaterih lokalnih, pokrajinskih proizvodih nekoliko zamegljene, ker je lončenina pogosto večnamenska.
Lončena keramika je bila izdelana v številnih predelih Rimskega cesarstva, vključno z Galijo, Italijo in vzhodnimi provincami. Ta vrsta steklaste glazure se je najpogosteje uporabljala za majhne, dekorativne predmete iz namiznega pribora, vključno s skodelicami z reliefno dekoracijo, svetilkami in zoomorfnimi posodami. Glazura se razlikujejo po barvi od jantarne do rjave in veliko odtenkov zelene.
Namizna posoda iz egiptovske keramike, emajlirana v živo modri, turkizni ali zeleni barvi, se je v rimskem obdobju še naprej proizvajala v Egiptu, oblike nekaterih od teh keramičnih posod v 1. stoletju pr. n. št. Proizvedene so bile tudi zelo izdelane, okrašene polikromne keramične posode. Egipčanska fajansa, frita ali 'glazirana sestava', kot jo pogosto imenujejo egiptologi, je tehnično precej bolj skupna s proizvodnjo stekla kot s keramiko, ker je keramični material brez gline. 
Ločnica med keramičnimi posodami in figuricami iz terakote je še ena, ki ni vedno ostra, saj so bile nekatere vrste majhnih posod, kot so na primer za olje, včasih oblikovane v reprezentativnih oblikah.
- Rimsko-britanska čaša z barbotinsko dekoracijo, ki prikazuje tekmovanje voz.
- Centralnogalsko reliefno okrašen glaziran vrč. 1. stoletje.
- Poznorimska poslikana čaša narejena v Britaniji
- Terra nigra reliefno okrašena vaza iz Kölna

## Groba posoda

### Kuhinjski lonci
Keramika je bila v antiki bistvena za kuhanje hrane. Čeprav so bili kovinski pripomočki iz brona ali železa v rimskem obdobju široko dostopni, so bile preproste, funkcionalne lončene posode, ponve, lončki in kozarci poceni in standardni del opreme vsake kuhinje. Od Velike Britanije do Egipta, od Španije do Sirije, po dolžini in širini velikega cesarstva, so se lokalne predrimske tradicije lončarstva v preprostih kuharskih izdelkih stoletja nadaljevale brez večjih sprememb. Zato je treba rimske kuhalne posode preučevati na regionalni ravni. Poleg običajnih skodelic in posod, ki se uporabljajo za kuhanje, so bile keramične posode izdelane za številne specializirane namene, kot je majhna sirarska stiskalnica na levi strani skupinske fotografije rimske keramike iz Velike Britanije. Dva črna kozarca na levi strani za sirnim strojem na isti fotografiji sta primera rimsko-britanske črno žgane posode, ki je bila prvič izdelana v jugozahodni Angliji v pozni železni dobi, pred rimskim osvajanjem: priljubljena v rimskem obdobju, izdelana je bila v večjih količinah in prodajana širše, pod rimskim vplivom.

### Mortarium
Vendar pa je bila ena vrsta posode, ki se uporablja pri pripravi hrane, tesno povezana s širjenjem rimske kulture in rimske kuhinje: mortarium. To je bila robustna plitka skleda z debelim, zaobljenim robom, ki je olajšala rokovanje, pogosto je imela ustnik in notranjo površino, ki je bila namerno ohrapavljena s slojem peska ali grobim peskom med izdelavo. Uporabili so jo s tolkačem za pire ali drobljenje sestavin za pripravo zahtevnih in skrbno začinjenih rimskih jedi; rimska kulinarična tradicija je obsežno uporabljala zelišča in začimbe. Mortarium je bil rimski ekvivalent multipraktik in je resničen pokazatelj 'romanizacije' . V Veliki Britaniji so se prvi mortariumi uvažali iz galskih virov več kot eno generacijo, preden je Britanija postala rimska provinca v letu 43, kar kaže na naraščajoči vpliv rimske kulture v južni Britaniji v pozni železni dobi in morda na dejansko prisotnost priseljencev iz Galije. Tako kot mnogi drugi specializirani rimski keramični izdelki, so tudi številni mortariumi na svojih platiščih nosili žig delavnice ali izdelovalca, pri čemer so lahko kronologija in distribucija pomagali arheologom razumeti trgovinske vzorce in rimsko gospodarstvo.

### Amfore

#### Opis in vloga
Amfore so bile med rimskimi obdobji uporabljene za prevoz hrane na dolge in kratke razdalje. Vsebina je bila večinoma tekoča, oljčno olje ali vino, pa tudi garum, priljubljena ribja omaka in sadna omaka. Amfora naj bi bila kot posoda močna, ne pretežka, oblikovana na način, ki je primeren za enostavno shranjevanje na ladji, hkrati pa je primerna za rokovanje, ko je enkrat prispela do končnega cilja. Običajno so amfore dvojno obdelane terakota posode s kroglastim / cilindričnim telesom, platišči različnih oblik in obogatene ali manj običajne osnove. Konica je bila primerna za stabilno razporeditev skladiščenja na ladji in je delovala kot tretji ročaj v procesu praznjenja posode.

#### Študije o amforah
Prvo sistematično razvrščanje tipov amfor je opravil nemški znanstvenik Heinrich Dressel. Po izjemnem odlagališču amfor, ki je bilo odkrito v Rimu v Castro Pretorio konec 19. stoletja, je zbral skoraj 200 napisov iz amfor in jih vključil v Corpus Inscriptionum Latinarum. V svojih študijah amfor je bil prvi, ki je izdelal klasifikacijo tipov, tako imenovano Dresselovo tabelo , ki se še danes uporablja za številne vrste. Naknadne študije o rimskih amforah so prinesle podrobnejše klasifikacije, ki so običajno poimenovane po raziskovalcu, ki jih je preučil. Za neofenicijske vrste glej delo Maña iz leta 1951, revidirano klasifikacijo van der Werffa leta 1977–1978. Galske amfore so proučevali v Laubenheimerju v študiji, objavljeni leta 1989 , medtem ko je Martonga-Lerat analiziral kretske amfore. Beltràn je leta 1970 študiral španske tipe. Jadranske tipe je Lamboglia raziskal leta 1955. Za splošno analizo tipov zahodnega Sredozemlja glej Panella  ter Peacock in Williams.

## Druga keramika

### Svetilke
Umetna razsvetljava je bila običajna v rimskem svetu. Sveče, izdelane iz čebeljega voska ali loja, so bile nedvomno najcenejše sredstvo za razsvetljavo, vendar so se sveče redko ohranile. Svetilke z oljčnim oljem in drugimi rastlinskimi olji pa so se ohranile v velikem številu in so bile podrobno preučene. Nekatere rimske svetilke so bile narejene iz kovine, lahko v visoko izdelanih oblikah, ki so vsebovale kipce in več šob, vendar je bila opečna glina najbolj običajen material. Večina majhnih, verjetno poceni glinenih svetilk je imela eno šobo za en stenj in torej en plamen.
Večina teh glinenih svetilk je bila oblikovana z uporabo kalupov v delavnicah, ki so izdelale veliko število standardiziranih izdelkov. Nekatere izmed najbolj priljubljenih oblik so vključevale osrednji disk, krožni prostor običajno okoli 4-6 cm v premeru, ki je vključeval polnilno luknjo in je bil okrašen s slikovnimi motivi v nizkem reliefu. Obseg okrasov je zajemal poganske božanstva, mite in legende, žanrske prizore iz vsakdanjega življenja, živali, lov, javne zabave, kot so gladiatorski boj in dirkanje s kočijami, erotična srečanja, v poznem rimskem času pa nekaj krščanskih simbolov: skratka, celoten spekter tem, ki se pojavljajo v rimski dekorativni umetnosti (najdene so tudi judovske svetilke s simboli, kot je menora). Vrste in okraski, ki so se začeli v središču cesarstva v Italiji, so pogosto imitirali v izdelkih, izdelanih v delavnicah v drugih provincah. Svetilke so lahko neposredno kopirali po postopku, imenovanem surmoulage, z uporabo obstoječe svetilke kot arhetipa za izdelavo kalupa, namesto da bi ustvarili ročno modeliran glineni kalup.
Visoko organizirane proizvodne metode, običajno z uporabo mavčnih kalupov, obseg proizvodnje in trgovanja ter široka distribucija, v nekaterih pogledih odsevajo proizvodnjo izdelkov rdečega sijaja, kot tudi obstoj imena. žigov na nekaterih svetilkah. Imena proizvajalcev ali delavnic so bila običajno nameščena na spodnji strani svetilke in so običajna na neokrašenih svetilkah, znanih kot tovarniške svetilke, tip, ki je bil priljubljen v vojaških conah severozahodnih rimskih provinc v času 2. stoletja. Dobro znano ime je Fortis, njegovi izdelki pa so bili očitno prekopirani izven njegove lastne delavnice v Italiji - ali pa je Fortis imel svoje podružnice v provincah. Galska svetilka na sosednji sliki, ki so jo našli v Londonu, je žigosana na bazi z imenom proizvajalca Atimetus.
Poleg številnih osnovnih oblik svetilk, ki so bile sestavljene iz zaobljenega ali jajčastega telesa, z eno ali več štrlečimi šobami, včasih pa tudi z ročajem, so bile izdelane tudi terakota svetilke v različnih, bolj domišljijskih oblikah, oblikovanih za živali, groteskne glave, noge in mnoge druge oblike. Tradicionalno so znane kot plastične svetilke (modelirane ali oblikovane).
Informacije o datiranju in distribuciji, ki jih je mogoče dobiti iz podrobne študije oblik, znamk oblikovalcev in dekoracije, so pomembne in uporabne najdbe na arheoloških najdiščih.
- Italijanska svetilka v obliki stopala, z ročajem za sireno ali sfingo
- Dve rimski Firmalampen. Tista na levi strani je bila narejena v Colchesteru, tista na desni v Galiji. Obe sta bili najdeni v Veliki Britaniji.
- Erotična oljna svetilka
- Svetilka iz Tunizije s cvetličnim okrasom

### Terakota figurine
Italijanski slogi so v cesarstvu veliko manj vplivali na terakota figurine, kot na lončenino; tu so bile prevladujoči vplivi dolgoletne tradicije grških figur iz terakote in tistih iz Egipta in drugih vzhodnih provinc cesarstva. V nekaterih severnih provincah, kot sta Galija in Nemčiia, ni bilo železnodobne tradicije izdelave figuric iz terakote, temveč so se nove industrijske panoge razvile pod rimskim vplivom, ko so izdelovali figurice iz fine bele gline. Podobno kot bronasti kipci, ki so bili dražji predmeti, so bile majhne figure iz terakote narejene za obredne ali verske namene, kot so darovanje templjem, razstavljanje v svetiščih ali kot grobni pridatki, ki jih je treba odložiti z mrtvimi. Nekatere terakote so otroci uporabljali tudi kot igrače, čeprav niso bili izdelani za ta posebni namen. Večina majhnih figur iz terakote je bila izdelana v precej velikem številu in večina jih je bila pobarvana v svetlih barvah. Ti pigmenti, ki se uporabljajo po žganju, so le redko ohranjeni, razen v majhnih in zbledelih lisah.
Vsaka regija cesarstva je izdelovala terakote v značilnih lokalnih slogih, vse pa so imele precej podobne teme, predvsem standardne verske teme bogov, boginj in njihovih atributov; predstavitve ptic in živali so lahko pogosto povezane z določenimi božanstvi, čeprav so nekatere živalske figure lahko nastale brez verskih ali obrednih namenov. Med verskimi temami so pogosto lokalne tradicije in kulti: na primer, v romansko-egiptovskem repertoarju terakot so vključena egiptovska božanstva, kot je Harpocrates, grško-rimska oblika Horusa, medtem ko se keltski bogovi pojavljajo med tistimi v centralni galski industriji. v dolini Allier in Porenju v Kölnu.
Keltska mati-boginja, ki hrani enega ali včasih dva dojenčka, je ena izmed najbolj priljubljenih tipov osrednje Galija, čeprav je bila zelo pogosto zastopana tudi Venera. Figurice matere-boginje so prikazane sedeče v stolih z visokim hrbtiščem, ki so bili značilni za Galijo in Britanijo. Figurice iz doline Allier in iz Kölna včasih nosijo podpis modelarjev in / ali proizvajalcev.
- Galska cvetna figura boginje matere, Anglija, 2. st.
- Podoba iz terakote majhnega, puhastega psa, izdelanega v Italiji v 1. st. pr. n. št. — 1. st. n. št.
- Odlitek pava narejen v Centrali Galiji, 2. stoletje
- Vzhodnogalska figurina boginje Fortune, narejena v Kölnu. 2. stoletje.
- Harpocrat s petelinom in grozdom

### Opeka, strešniki in druga arhitekturna keramika
V rimski arhitekturi sta bila zelo pomembna dva izdelana materiala: betonska in žgana glina v obliki strukturnih opek in ploščic, v manjši meri pa tudi arhitekturna dekoracija. Ti materiali so se uporabljali v stavbah po vsem rimskem cesarstvu, na številnih območjih pa so po rimskem obdobju ponovno uporabili, da bi jih ponovno odkrili stoletja kasneje. Kot druge masovno proizvedene rimske keramične predmete so bile opeke in ploščice pogosto označene z napisi, ki označujejo proizvajalca, organizacijo ali oblast, vojaško ali civilno, za katero so bili izdelani.
Rimske opeke, ki so se uporabljale pri gradnji zidov, se pogosto imenujejo 'ploščice', ker so precej tanke, ravne kvadratne, izdelane v standardnih velikostih'(približno 280 milimetrov), od približno 20 cm na približno 58 cm v kvadrat in približno 5–7 cm debele. Tudi kamniti zidovi so pogosto vključevali horizontalne vrste ploščic. Zidovi iz opeke so bili zaključeni z različnimi oblikami oblog ali ometa na zunanjih in notranjih površinah, tako da same opeke niso bile vidne.
Ploščice za strešne kritine pa naj bi bile vidne. Strešniki so bili značilnih oblik, tegula (pl. Tegulae), ki je bila velika, tanka ploščica, skoraj kvadratna, z obrnjenimi prirobnicami na daljših straneh, in imbrex, rahlo koničastih pol-cilindričnih oblik. Imbrex, ki so se zaradi svoje stožčaste oblike medsebojno povezale, so bile položene preko dvignjenih prirobnic tegul in skupaj tvorile značilno brazdasto strešno streho, ki jo še danes lahko vidimo v Italiji in južni Franciji. Nagib takšne strehe mora biti precej nizek, ne več kot približno 30 stopinj. Streha je bila dokončana z vrsto ravnih ploščic in pogosto z dekorativnimi okraski, ki so bili lahko tudi iz terakote, na zatrepu.
Nekatere stavbe so imele tudi antefiks, vertikalni ornament trikotne ali zaobljene oblike, ki so bili postavljeni ob robu strehe. Tudi ti so bili pogosto narejeni iz terakote in so jih lahko krasili slikovni motivi, namenjeni preprečevanju nesreče, ali z napisi: tisti, ki so bili izdelani v vojaških opekarnah, pritrjeni na legionarske utrdbe, so nosili številko in simbol ustrezne legije.
Rimski ogrevalni sistemi za hipokavst so obsežno uporabljali žgane glinene elemente: prostor pod tlemi ogrevanih prostorov je bil podprt na robustnih stebrih (pilae), običajno narejenih iz majhnih kvadratnih opek, skupaj, tako da je toplota iz sosednje peči lahko prosto krožila. V javnih in zasebnih kopalnicah (bistvenega pomena za rimski način življenja) se je toplota prenašala tudi skozi stene v dimnih ceveh iz ploščic. Čeprav so bili ti prekriti s stenskimi oblogami tako znotraj kot zunaj, so bili včasih izdelani s precej dodelanimi geometrijskimi in celo figuralnimi dekoracijami. Tudi cevi za vodo in drenažo so bile pogosto izdelane iz žgane gline.
Keramične ploščice se v rimskih stavbah običajno niso uporabljale za talne obloge, čeprav je bil opus signinum, prednostni material za talne obloge, sestavljen iz betona in zdrobljenih ploščic, v mozaičnih tleh pa so se pogosto uporabljali 2 do 3 cm majhni kvadrati iz ploščic, tesere, ki so se uporabljale za robove in manjše približno 1 cm, kjer je bila v slikovnem mozaiku potrebna večbarvna geometrijska ali figuralna oblika.
Rob strehe je bil lahko okrašen s ploščami, imenovanimi antefiksi, kot je bilo omenjeno zgoraj, in nekaterimi lončarskimi opažnimi ploščami s figurativnimi scenami za postavitev v stene, ki posnemajo marmorne frize velikih templjev. Ti se še vedno pogosto imenujejo Campana reliefi, po Giampietru Campani, italijanskem učenjaku in zbiralcu iz 19. stoletja, ki jih je najprej preučil. Razvijale so se od približno 50. pr. n. št. in so se skoraj v celoti uporabljale v Italiji med Toskano in Kampanijo - območja, ki so bila nekoč etruščanska. Prvotno so se uporabljale na majhnih templjih, kasneje pa jih najdemo na številnih javnih in zasebnih zgradbah. Po navadi so bile visoke med 22 in 50 cm in široke od 27 do 48 cm, plošče pa so bile običajno razporejene v trakovih ali frizih. Predmeti so bili običajno sestavljeni iz mitologije. Po sredini 2. stoletja jih ni več mogoče najti; morale so tekmovati z oblikovanim ometom in zidnimi slikami.
V arheologiji so opeke in plošče, še posebej, kadar jih najdemo le v fragmentarni obliki, pogosto uvrščene pod splošni izraz keramični gradbeni material.

## Galerija
- Plaketa iz 1. stoletja našega štetja, verjetno iz friza, z venatio v areni
- Fragment iz prvega stoletja z glavo Jupitra Amona, nenavadno fine kakovosti, ki odraža helenistični slog
- Silen in Eros, fragment iz terakota reliefa najdenega v Italiji, zgodnje 1. stoletje
- Primer in diagram terra sigillate’' ("Dragendorff 38")